# Noé de Nassau
El príncipe Noé de Nassau (en luxemburgués: Noah Etienne Guillaume Gabriel Matthias Xavier; Ciudad de Luxemburgo, 21 de septiembre de 2007) es el hijo segundogénito del príncipe Luis de Luxemburgo y de su exesposa, Tessy Antony.
Después de la boda, el príncipe Luis renunció a su derecho de sucesión y a los derechos de su hijo primogénito Gabriel y sus futuros hijos, por lo tanto, el príncipe Noé y su hermano mayor, no se incluyen en la línea de sucesión al trono de Luxemburgo.

## Nacimiento y bautismo
El príncipe Noé nació el 21 de septiembre de 2007 en el Hospital de Maternidad Gran Duquesa Carlota, en la Ciudad de Luxemburgo. Noé es el segundo nieto del Gran Duque de Luxemburgo, Enrique y su esposa, María Teresa.
Fue bautizado el 27 de octubre, del mismo año de su nacimiento, en la Iglesia Parroquial de Gilsdorf, Bettendorf, donde habían contraído matrimonio sus padres y había sido bautizado su hermano Gabriel. En la ceremonia estaban presentes miembros de ambas familias de sus padres, incluyendo el Gran Duque Enrique, la Gran Duquesa María Teresa y el Gran Duque heredero, Guillermo, que actuó de padrino.
Fueron sus padrinos:
- Guillermo de Luxemburgo, su tío paterno;
- Patty Antony, su tía materna.

## Apariciones públicas y eventos religiosos
Como miembro de la Familia gran ducal luxemburguesa, el príncipe Noé es una presencia constante en las celebraciones del Gran Ducado.
Gabriel estaba en los matrimonios de sus tíos: Guillermo, Gran Duque Heredero de Luxemburgo, con la condesa Estefanía de Lannoy, en octubre de 2012; y Félix de Luxemburgo con Clara Lademacher, en septiembre de 2013.
El 21 de marzo de 2016, Noé, acompañado de otros miembros de la familia gran ducal, asistió a una audiencia privada con Francisco. Durante la ocasión, el príncipe sonrió feliz para los fotógrafos allí reunidos.
Recibió su primera comunión el 28 de mayo de 2016 en la parroquia de Nommern, en Luxemburgo.

## Títulos y tratamientos
| ● 21 de septiembre de 2007-23 de junio de 2009: | Noé de Nassau                            |
| ● 23 de junio de 2009-presente:                 | Su alteza real el príncipe Noé de Nassau |

El 23 de junio de 2009, Día Nacional de Luxemburgo, el Gran Duque Enrique emitió un decreto oficial para otorgar a Tessy Antony los títulos de "Princesa de Luxemburgo", "Princesa de Nassau" y "Princesa de Borbón-Parma" con el tratamiento de "Su Alteza Real". La misma proclamación otorgó el título de "Príncipe de Nassau" y tratamiento de "Su Alteza Real" a sus hijos, Gabriel y Noé, y los posibles futuros hijos.

## Ancestros
|  |                                           |  |  |  |  |  |  |  |  |  |  |  |  |  |  |  |
|  | 16. Príncipe Félix de Borbón-Parma        |  |  |  |  |  |  |  |  |  |  |  |  |  |  |  |
|  |                                           |  |  |  |  |  |  |  |  |  |  |  |  |  |  |  |
|  |                                           |  |  |  |  |  |  |  |  |  |  |  |  |  |  |  |
|  | 8. Gran Duque Juan de Luxemburgo          |  |  |  |  |  |  |  |  |  |  |  |  |  |  |  |
|  |                                           |  |  |  |  |  |  |  |  |  |  |  |  |  |  |  |
|  |                                           |  |  |  |  |  |  |  |  |  |  |  |  |  |  |  |
|  | 17. Gran Duquesa Carlota de Luxemburgo    |  |  |  |  |  |  |  |  |  |  |  |  |  |  |  |
|  |                                           |  |  |  |  |  |  |  |  |  |  |  |  |  |  |  |
|  |                                           |  |  |  |  |  |  |  |  |  |  |  |  |  |  |  |
|  | 4. Gran Duque Enrique de Luxemburgo       |  |  |  |  |  |  |  |  |  |  |  |  |  |  |  |
|  |                                           |  |  |  |  |  |  |  |  |  |  |  |  |  |  |  |
|  |                                           |  |  |  |  |  |  |  |  |  |  |  |  |  |  |  |
|  | 18. Rey Leopoldo III de Bêlgica           |  |  |  |  |  |  |  |  |  |  |  |  |  |  |  |
|  |                                           |  |  |  |  |  |  |  |  |  |  |  |  |  |  |  |
|  |                                           |  |  |  |  |  |  |  |  |  |  |  |  |  |  |  |
|  | 9. Princesa Josefina Carlota de Bélgica   |  |  |  |  |  |  |  |  |  |  |  |  |  |  |  |
|  |                                           |  |  |  |  |  |  |  |  |  |  |  |  |  |  |  |
|  |                                           |  |  |  |  |  |  |  |  |  |  |  |  |  |  |  |
|  | 19. Princesa Astrid de Suecia             |  |  |  |  |  |  |  |  |  |  |  |  |  |  |  |
|  |                                           |  |  |  |  |  |  |  |  |  |  |  |  |  |  |  |
|  |                                           |  |  |  |  |  |  |  |  |  |  |  |  |  |  |  |
|  | 2. Príncipe Luis de Luxemburgo            |  |  |  |  |  |  |  |  |  |  |  |  |  |  |  |
|  |                                           |  |  |  |  |  |  |  |  |  |  |  |  |  |  |  |
|  |                                           |  |  |  |  |  |  |  |  |  |  |  |  |  |  |  |
|  | 20. José Antonio Mestre y Ramos-Almeyda   |  |  |  |  |  |  |  |  |  |  |  |  |  |  |  |
|  |                                           |  |  |  |  |  |  |  |  |  |  |  |  |  |  |  |
|  |                                           |  |  |  |  |  |  |  |  |  |  |  |  |  |  |  |
|  | 10. José Antonio Mestre y Álvarez         |  |  |  |  |  |  |  |  |  |  |  |  |  |  |  |
|  |                                           |  |  |  |  |  |  |  |  |  |  |  |  |  |  |  |
|  |                                           |  |  |  |  |  |  |  |  |  |  |  |  |  |  |  |
|  | 21. María Narcisa Álvarez y Tabío         |  |  |  |  |  |  |  |  |  |  |  |  |  |  |  |
|  |                                           |  |  |  |  |  |  |  |  |  |  |  |  |  |  |  |
|  |                                           |  |  |  |  |  |  |  |  |  |  |  |  |  |  |  |
|  | 5. María Teresa Mestre y Batista          |  |  |  |  |  |  |  |  |  |  |  |  |  |  |  |
|  |                                           |  |  |  |  |  |  |  |  |  |  |  |  |  |  |  |
|  |                                           |  |  |  |  |  |  |  |  |  |  |  |  |  |  |  |
|  | 22. Agustín Batista y González de Mendoza |  |  |  |  |  |  |  |  |  |  |  |  |  |  |  |
|  |                                           |  |  |  |  |  |  |  |  |  |  |  |  |  |  |  |
|  |                                           |  |  |  |  |  |  |  |  |  |  |  |  |  |  |  |
|  | 11. María Teresa Batista y Falla          |  |  |  |  |  |  |  |  |  |  |  |  |  |  |  |
|  |                                           |  |  |  |  |  |  |  |  |  |  |  |  |  |  |  |
|  |                                           |  |  |  |  |  |  |  |  |  |  |  |  |  |  |  |
|  | 23. María Teresa Falla y Bonet            |  |  |  |  |  |  |  |  |  |  |  |  |  |  |  |
|  |                                           |  |  |  |  |  |  |  |  |  |  |  |  |  |  |  |
|  |                                           |  |  |  |  |  |  |  |  |  |  |  |  |  |  |  |
|  | 1. Príncipe Noé de Nassau                 |  |  |  |  |  |  |  |  |  |  |  |  |  |  |  |
|  |                                           |  |  |  |  |  |  |  |  |  |  |  |  |  |  |  |
|  |                                           |  |  |  |  |  |  |  |  |  |  |  |  |  |  |  |
|  | 6. François Antony                        |  |  |  |  |  |  |  |  |  |  |  |  |  |  |  |
|  |                                           |  |  |  |  |  |  |  |  |  |  |  |  |  |  |  |
|  |                                           |  |  |  |  |  |  |  |  |  |  |  |  |  |  |  |
|  | 3. Tessy Antony                           |  |  |  |  |  |  |  |  |  |  |  |  |  |  |  |
|  |                                           |  |  |  |  |  |  |  |  |  |  |  |  |  |  |  |
|  |                                           |  |  |  |  |  |  |  |  |  |  |  |  |  |  |  |
|  | 7. Régine Anne Heidemann                  |  |  |  |  |  |  |  |  |  |  |  |  |  |  |  |
|  |                                           |  |  |  |  |  |  |  |  |  |  |  |  |  |  |  |
|  |                                           |  |  |  |  |  |  |  |  |  |  |  |  |  |  |  |